# The Legend of Legacy
The Legend of Legacy (レジェンド オブ レガシー) est un jeu vidéo de rôle développé par Cattle Call et sorti en 2015 sur Nintendo 3DS.

## Accueil
- Gamekult : 6/10[1]
- Jeuxvideo.com : 13/20[2]
- Nintendo Life : 8/10[3]